# Nick Davies
Nicholas (Nick) Davies (28. ožujka 1953.) britanski je istraživački novinar, pisac i autor dokumentarnih filmova.
Davies je radio kao honorarni suradnik za The Guardian i The Observer (1979. – 1987.), imenovan je novinarom godine (2000.), te je dobio nagradu britanskog tiska za pisca godine (British Press Awards).
Davies je radio dokumentarce za ITV-a "World in Action" i napisao brojne knjige na temu politike i novinarstva, uključujući "Flat Earth News" (2008.), koja je izazvala mnogo kontroverze jer je u njoj izložio novinarske nesavjesne postupke u Velikoj Britaniji i širom svijeta. Kao novinar za The Guardian, Davies je bio odgovoran za otkrivanje telefonske afere "News of the World", uključujući i objave iz srpnja 2011. godine o hakiranju govorne pošte mobilnog telefona ubijene školarke Milly Dowler.
Pored "Flath Earth News" (2008.), Davies je napisao i "Dark Heart: The Story of a Journey into an Undiscovered Britain (1991.), "Murder on Ward Four: The Story of Bev Allitt and the Most Terrifying Crime Since the Moors Murders" (1993.), "Dark Heart: The Shocking Truth About Hidden Britain" (1998.), "The School Report" (2000.) i "Hack Attack: How the Truth Caught Up with Rupert Murdoch" (2014.).

## Karijera u novinarstvu
Davies je 1974. godine diplomirao filozofiju, politiku i ekonomiju na Sveučilištu Oxford, a novinarsku karijeru započeo je 1976. godine, radeći kao pripravnik za Mirror u Plymouthu. Poslije se preselio u London gdje je počeo raditi za Sunday People i proveo godine radeći za The Evening Standard prije nego što je postao novinski reporter u The Guardianu u srpnju 1979. godine. Od tada je radio kao dopisnik The Observera za unutarnje poslove; glavni pisac crtica u London Daily News 1986. godine te televizijski reporter za World in Action i Channel 4. Nakon što su London Daily News ukinute, na godinu dana odlazi u Sjedinjene države gdje je napisao knjigu White Lies, o krivoj osudi crnog domara Clarencea Brandleyja, koji je osuđen za ubojstvo bijele djevojke. Od 1989. godine Davies je radio kao honorarni suradnik za The Guardian, gdje nastavlja doprinositi člancima, radeći iz svoje kuće u Sussexu. 1999. godine dobio je Nagradu Martha Gellhorn za novinarsto (Martha Gellhorn prize for journalism) .
Nakon izdavanja Flat Earth News i priče koju je objavio Guardian, a u kojoj je Davies koautor, i u kojoj su tvrdili da su novinari News of the Worlda prisluškivali privatne mobilne telefone, a sve kako bi dobili priče, 14. srpnja 2009. godine Davies je komisiji za kulturu, medije i sport donjeg doma parlamenta rekao da je Metropolitska policija napravila premalo da istraži optužbe i tvrdnje.  Priča The Guardiana vodila je, također, do poziva visoko profiliranih političara koji su tražili otkaz Andyja Coulsona, direktora komunikacija Conservative Party. Davies je dobio Paul Foot Award 2011. godine za svoj rad na ovoj priči.
Daviesova knjiga o News International phone hacking scandal, Hack Attack: How the Truth Caught Up with Rupert Murdoch, je objavljena u kolovozu 2014. godine.

## Reakcije kritike naFlat Earth News
Flat Earth News je dočekana na London Review of Books kao "istinski važna knjiga, jedna od onih koja će, vjerojatno, trajno promijeniti, način na koji svatko tko čita novine, gleda na britansku novinsku industriju". LRB je podcrtao analize koje su pokazivale da je 60 % sadržaja u UK novinama bazirano uglavnom na informacijama dobivenim iz novinskih agencija ili PR priopćenjima, običaju kojega Davies naziva "churnalism", dok samo 12 % sadržaja pada na originalne priče i samo 12 % je pokazalo dokaze koji su potkrijepili središnju tvrdnju. Mary Riddell iz The Observer opovrgnula je neke od optužbi iz knjige protiv britanskog novinarstva, i opisala ju je kao "neopravdano pesimističnu". Peter Oborne se u The Spectator koncentirao na upotrebu ilegalnih tehnika kojima se napada privatnost umjesto na opadanje standarda, opisujući Flat Earth News kao "hipnotički čitljivu" i hvaleći kolekciju dokaza da je novinarska praksa „svinuta“, iako sugerirajući da Davies "ignorira velik dio [novinarstva] koji je istaknut i dobar". ".

## Nagrade
- Nagrada Martha Gellhorn za novinarstvo, 1999. (Martha Gellhorn Prize for Journalism), 1999.[5]
- Britanka novinarska nagrada - novinar godine, 2000. (British Press Awards Reporter of the Year);[1] Journalist of the Year and Feature Writer of the Year.[2]
- Nagrada Paul Foot, 2011. (Paul Foot Award), za seriju članaka koji su pomogli otkriti razmjer skandala hakiranja telefona u News of the World.[9]

## Vanjske poveznice
- Službena stranica Nicka Daviesa